# Shahristan
Shahristan är ett distrikt i Afghanistan. Det ligger i provinsen Daykondi, i den centrala delen av landet, 270 kilometer väster om huvudstaden Kabul.
Distriktet beräknades år 2022 ha cirka 84 000 invånare.